# فورال-۲-ایلمتانتیول
فورال-۲-ایلمتانتیول (به انگلیسی: Furan-2-ylmethanethiol) یک ترکیب شیمیایی با شناسه پاب‌کم ۷۳۶۳ است. شکل ظاهری این ترکیب، مایع بی‌رنگ است.